# Episodi di Andy Dick Show (terza stagione)
La terza stagione della serie televisiva Andy Dick Show è stata trasmessa in anteprima negli Stati Uniti d'America da MTV tra il 5 aprile 2002 e il 10 maggio 2002.
| nº | Titolo originale                           | Titolo italiano | Prima TV USA   | Prima TV Italia |
| -- | ------------------------------------------ | --------------- | -------------- | --------------- |
| 1  | Flipped                                    |                 | 5 aprile 2002  |                 |
| 2  | Reunited                                   |                 | 12 aprile 2002 |                 |
| 3  | You Call Yourself a Fan - Linkin Park Fans |                 | 19 aprile 2002 |                 |
| 4  | The Gauntlet                               |                 | 26 aprile 2002 |                 |
| 5  | My Dad Was an 80's Popstar                 |                 | 3 maggio 2002  |                 |
| 6  | The Garage Sale                            |                 | 10 maggio 2002 |                 |